# Leyland Motors
Pour les articles homonymes, voir Leyland.
Leyland Motors était un constructeur anglais actif entre 1896 et 1968, spécialisé dans la production d'automobiles,  camions semi-remorques et d'autobus, mais également de chars d'assaut comme le Chieftain. Son siège social était basé à Leyland dans le Lancashire. Il a longtemps fabriqué la Mini. La division utilitaire de la marque appartient à Paccar et la division bus à Volvo.

## Histoire

### Débuts

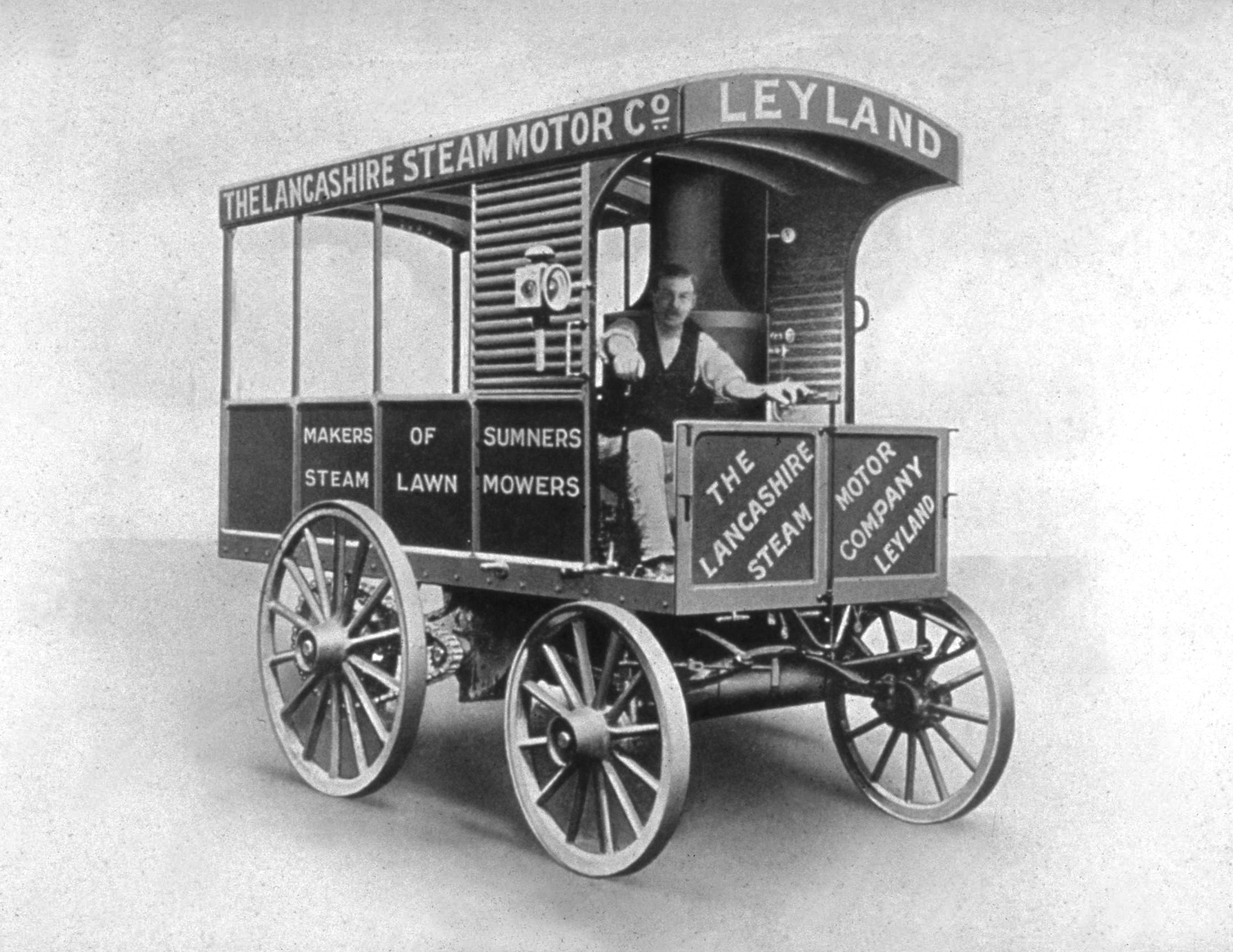
Le coche à vapeur original de Leyland.

L'histoire de la firme Leyland Motors remonte à l'année 1896, année où les familles Sumner et Spurrier décident de fonder la Lancashire Steam Motor Company à Leyland, dans le Nord-ouest de l'Angleterre. Un de leurs premiers articles est une tondeuse à gazon motorisée et leur premier véhicule est un camion à vapeur d'une capacité de 1,5 tonne. Il sera suivi de plusieurs autres tombereaux dotés de chaudières à tubes de fumées. Dès 1905, la société se lance dans les berlines à essence. La Lancashire Steam Motor Company prend le nom de « Leyland Motors » en 1907 après avoir racheté la société Coulthards de Preston, qui fabrique des berlines à vapeur depuis 1897. Puis elle établit sa deuxième usine dans la ville voisine de Chorley où se trouve toujours le siège social de la LEX leasing and parts co.
En 1920, Leyland Motors sort une voiture de luxe, la Leyland 8, sur une conception de J. G. Parry-Thomas à Brooklands. Parry-Thomas trouvera la mort en tentant de battre le record de vitesse terrestre au volant d'une Babs, en mars 1927. Du côté des grandes séries, Leyland commercialise la Trojan de 1922 à 1928, assemblée dans l'usine de Kingston upon Thames.

### Seconde Guerre mondiale et reconstruction
Pendant la Seconde Guerre mondiale, Leyland Motors, comme les autres firmes automobiles britanniques, travaille pour la défense nationale. Ses ateliers assemblent les chars Cromwell puis, à partir de 1943, des gros camions militaires comme le Leyland Hippo (un 10 t) et le Retriever. Après la guerre, Leyland Motors continuera à travailler pour l'armée avec le char Centurion.
En 1946, AEC et Leyland Motors créent une compagnie d'engins ferroviaires, British United Traction Ltd.
En 1955, la compagnie autorise une société indienne de Madras à assembler sous licence les véhicules utilitaires Leyland Motors, dans la nouvelle usine d'Ashok. Ces camions étaient de marque Ashok Leyland.
Simultanément, Leyland Motors achète d'autres compagnies : Albion Motors (1951), Scammell Lorries Ltd. (1955), Standard Triumph (1961). Le partenariat avec le constructeur d'autobus Danish Automobile Building (en), signé en 1953, se terminera par une prise de participations majoritaire dans les années 1970.
Leyland Motors demeurera une affaire familiale dirigée par les Spurrier jusqu'en 1964. Henry Spurrier, qui avait hérité de la firme en 1942, a maintenu l'entreprise sur le chemin de la croissance tout au long des difficiles années d'après-guerre. Il a su conserver un excellent climat social dans l'entreprise, qui avait la réputation de ne pas avoir perdu une seule journée de travail pour fait de grève depuis 1945.

## Galerie

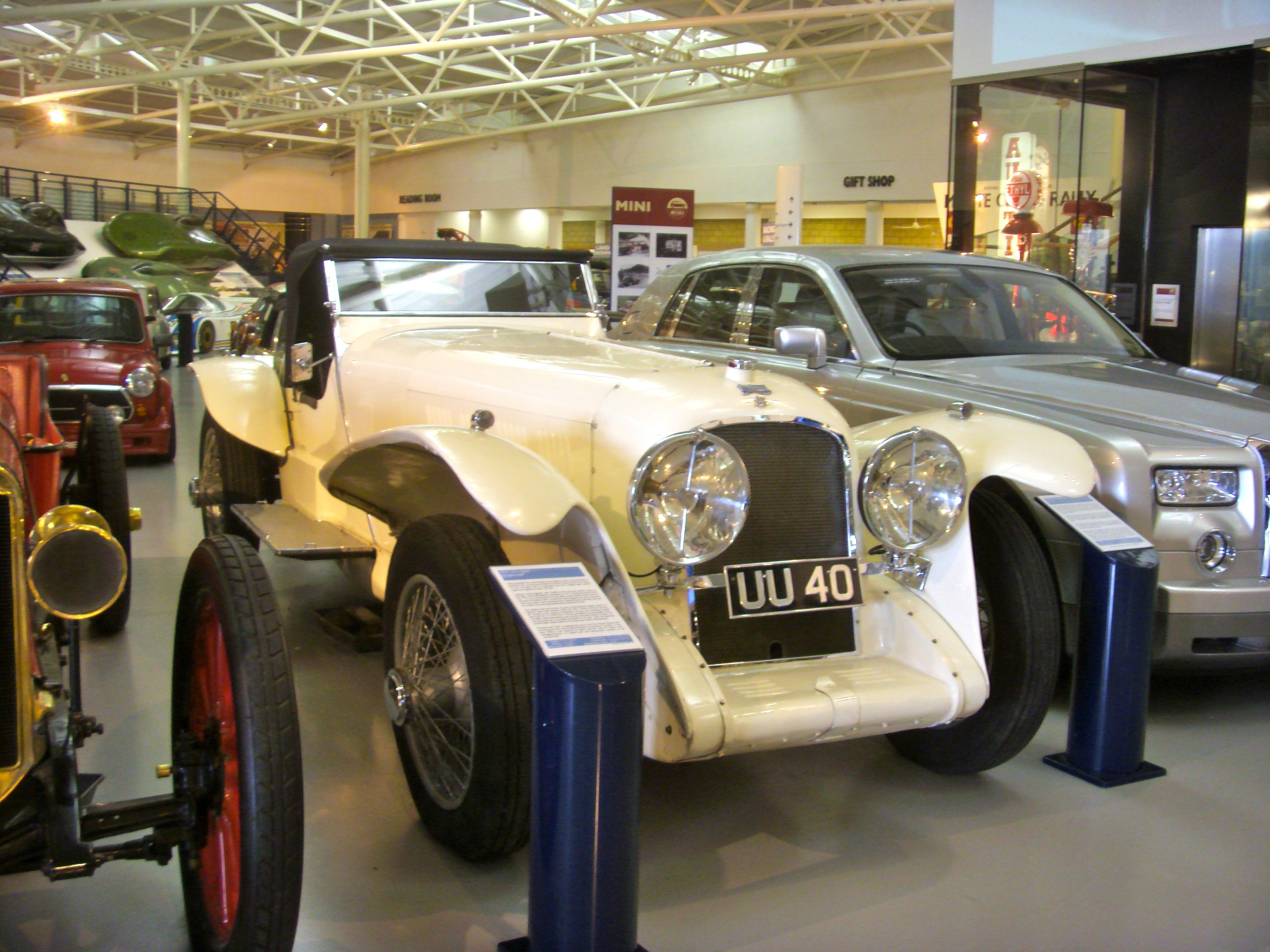
Une Leyland 8 de 1927, avec accessoires de sport.
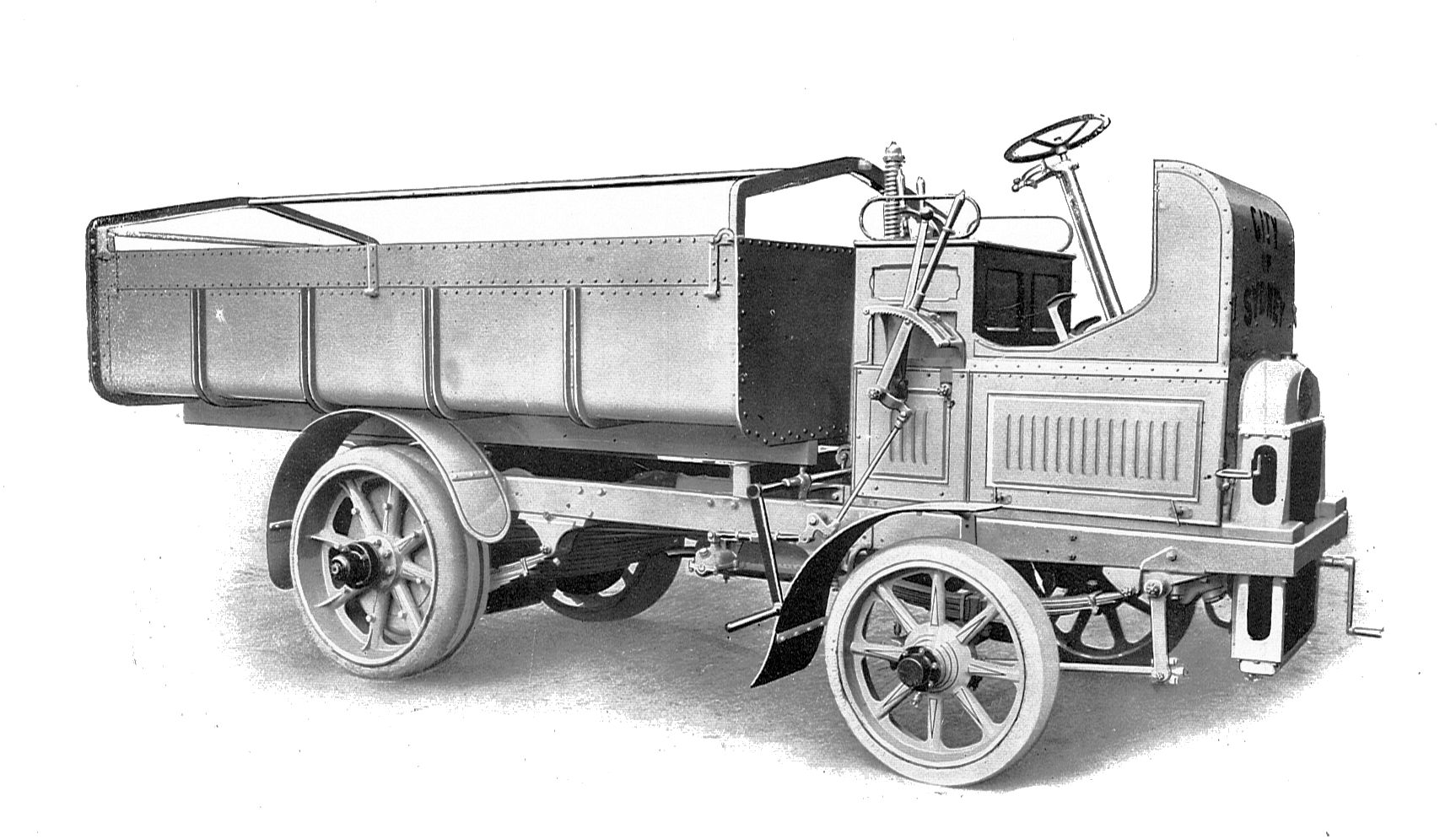
Un camion à essence Leyland.
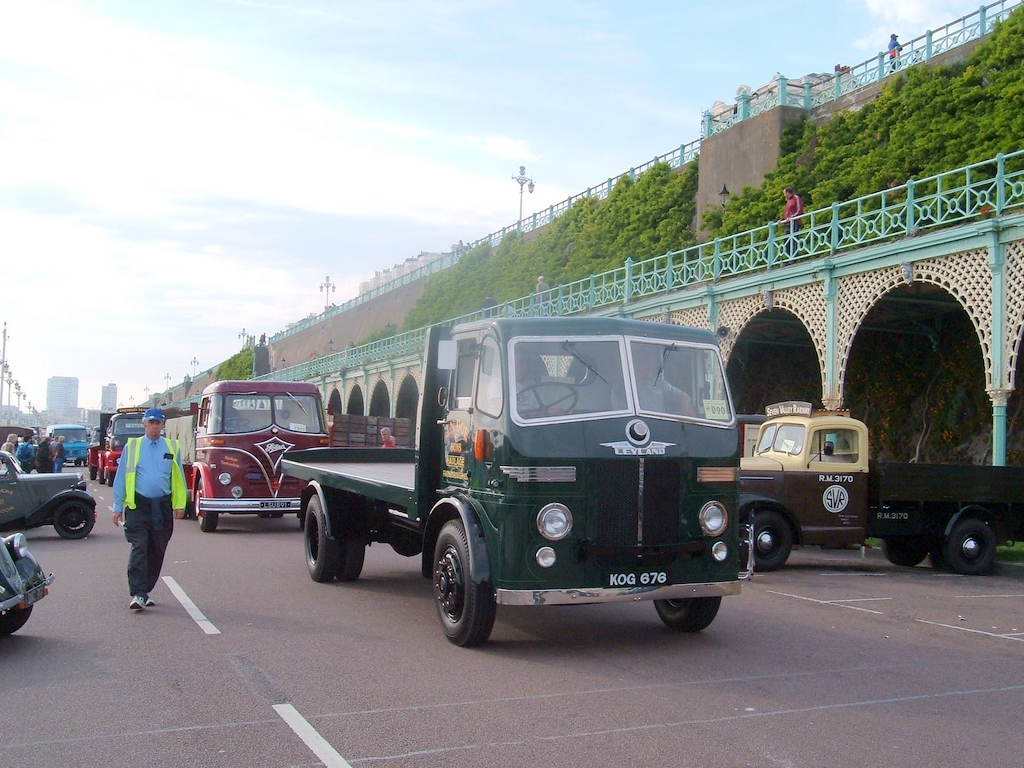
Un Leyland Beaver, porteur type plateau (1948).
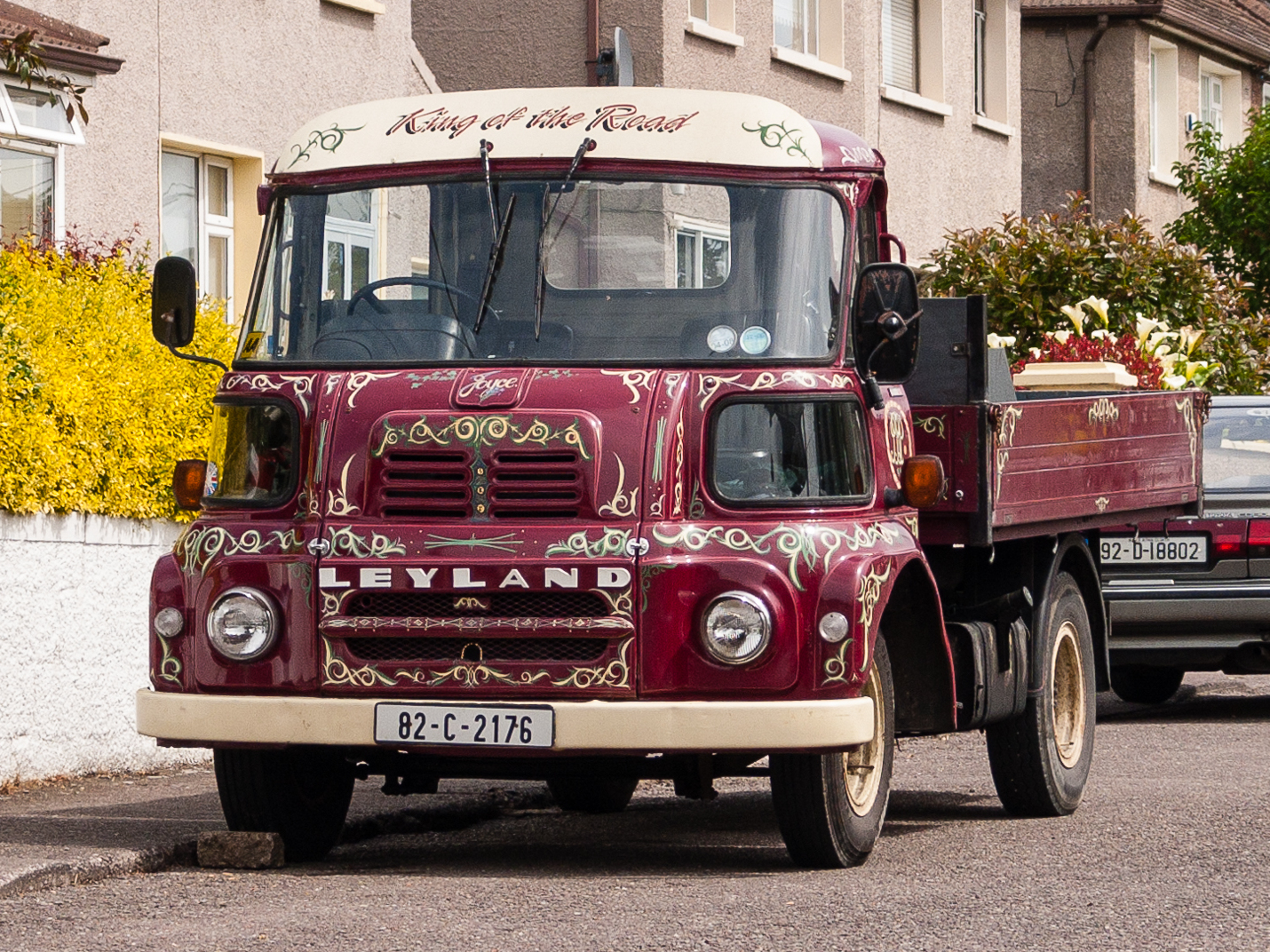
Leyland FG